# Ульдеріко Донадіні
Ульдеріко Донадіні (8 квітня 1894, Плашки — 10 травня 1923, Загреб) — хорватський письменник, відомий своїми романами, драмами та новелами.

## Біографія

### Походження та освіта
Народився в містечку Плашки, що в Карловацькій жупанії. Його родина мала італійське походження; вважається, що предки переселилися з Мантуї або Віченци на острів Корчула близько 1750 року. Батько, Іван Донадіні, був інженером-лісником, мати Франька Врдоляк. Ульдеріко був одним із восьми дітей у сім'ї.
Початкову освіту здобув у Огуліні, де закінчив восьмий клас вищої народної школи. Після переїзду родини до Загреба у 1907 році вступив до реальної гімназії, яку закінчив у 1912 році. Того ж року розпочав навчання в Господарсько-лісовій академії, але згодом перевівся на природничий факультет, де вивчав біологію та хімію, завершивши навчання у 1918 році.

### Призов до армії
У 1914 році був призваний до армії в Карловаці. Щоб уникнути військової служби, симулював психічний розлад, через що був госпіталізований до військового шпиталю, а в 1915 році звільнений як непридатний до служби.

### Кінець життя
Через проблеми зі здоров'ям та особисті труднощі кілька разів лікувався у психіатричній лікарні. Помер у Загребі в 1923 році.

## Літературна творчість
Донадіні дебютував збіркою новел «Божевільні історії» (хорв. Lude priče, 1915), де продовжив традиції Антуна Густава Матоша та Янка Полича Камова, досліджуючи божевілля та ексцентричність. У романах «Хуртовина» (хорв. Vijavice, 1917) та «Привид» (хорв. Bauk, 1922) досліджував темні сторони людської психіки, часто звертаючись до автобіографічних мотивів. Роман «Крізь терни» (хорв. Kroz šibe, 1921) відображає його критику міщанської моралі та має виразні автобіографічні риси.
Як драматург Донадіні відомий п'єсами «Безодня» (хорв. Bezdan, 1919) та «Іграшка бурі» (хорв. Igračka oluje, 1921). Його одноактна п'єса «Смерть Гоголя» (хорв. Gogoljeva smrt, 1921) вважається однією з найкращих у його доробку та була поставлена в кількох театрах.
У його оповіданнях, як і в його п'єсах, легко впізнати символізм і ліричний імпресіонізм Матоша з елементами фантастичного, ірраціонального, алегорично-параболічного та диявольсько-демонічного. У цій же книзі є новела «Диявол пана Андрія Петровича» (хорв. Đavao gospodina Andrije Petrovića), яка є прообразом автора, який пізніше напише новели «Лікар Квак» (хорв. Doctor Kvak), «Яков Жлеб» (хорв. Jakov Žleb) і драми. У цих романах він дбає про драматичне напруження, радикальний психологічний виклик, який призводить до парадоксального повороту. Акцент робиться на «індивідуальній психології» (Адлер) з використанням ірраціонального. Тому оповідання наближаються до гротеску, в якому ми також маємо побачити руйнацію громадянської моралі, з вказівкою на те, що це також автобіографічна еротико-фантастична історія з меморіальними ліричними мотивами, а також мотивом сатанізму (По, Бодлер).

## Часопис «Кокот»
Часопис був задуманий як щомісячний журнал, але виходив нерегулярно. Донадіні був його редактором і автором майже всіх текстів. Перший номер вийшов у розпал війни, у серпні 1916 року. Перестав виходити 1918 року, тобто останній номер вийшов у січні 1918 року.
Журнал одразу привернув увагу громадськості. У ньому Донадіні боровся проти традиційної творчості та всіх традиційних цінностей. Це був журнал хорватського авангарду, який опублікував кілька програмних статей, критику, полеміку, памфлети, рецензії, вірші, прозові і драматичні тексти. Стиль його критики та есе надзвичайно полемічний, що призвело його до конфлікту з низкою сучасників, зокрема з Мирославом Крлежою. «Полудневу симфонію» (хорв. Podnevnu simfoniju) Крлежі він назвав «вершиною несмаку» та «фальшивою афектацією». Всього вийшло 14 випусків «Кокот» у 13 томах.

## Твори
- Божевільні історії (хорв. Lude priče), Загреб,1915
- Привиди (хорв. Sablasti), Загреб, 1917
- Хуртовина (хорв. Vijavice), Загреб, 1917
- Камінь з плеча (хорв. Kamena s ramena), Загреб, 1917
- Іграшка бурі (хорв. Igračka oluje), Загреб, 1921
- Крізь терни (хорв. Kroz šibe), Загреб, 1921
- Новели, романи, драми, критики і есеї (хорв. Novele, romani, drame, kritike i eseji), Загреб, 1968